# Complejo volcánico Morococala
Morococala es un complejo volcánico en Bolivia, ubicado en la región del Altiplano. Está formado por ignimbritas y otras características volcánicas asociadas.
Forma parte de la cadena de intrusiones que se extiende a lo largo de la Cordillera Real y la Cordillera Occidental de Bolivia, donde se lleva a cabo actividad minera.

## Geografía y geomorfología
Se encuentra en la Cordillera Occidental. La ciudad de Oruro está ubicada al noroeste de Morococala, y la localidad de Llallagua se encuentra al sur.
Morococala consiste en una meseta elevada y es un campo compuesto por ignimbritas y tobas volcánicas, que se depositaron sobre el basamento. Estas forman secuencias con espesores que, en promedio, son inferiores a 100 metros. Este campo cubre una superficie de 1.500 kilómetros cuadrados. Se ha inferido la presencia de dos calderas, una en Tankha Tankha en la parte norte del campo y otra en Condoriri en la parte sur. La caldera de Tankha Tankha tiene un domo resurgente que ha producido domos y flujos de lava. Otras formaciones volcánicas en el campo son domos de lava. Hay minas ubicadas en las localidades de San Pablo, Morococala y Japo.
Morococala es parte del denominado cinturón estañífero boliviano, una cadena de plutones que data desde el Pérmico hasta el Plioceno, y que se extiende desde Perú, pasando por Bolivia, hasta Argentina. Estos plutones pueden o no estar asociados con estructuras volcánicas en la superficie, pero contienen numerosos depósitos minerales. Algunas áreas están asociadas con ignimbritas del Mioceno tardío, como es el caso de Morococala y la meseta de Los Frailes. En Morococala existen varias zonas de mineralización en las capas de sedimentos, muchas de ellas asociadas con estructuras volcánicas.

## Composición
Las tobas volcánicas son de color gris a blanco y típicamente ricas en cristales en una matriz mayormente desvitrificada.
Las rocas de Morococala son predominantemente dacitas y riolitas. Existe un gradiente norte-sur en el que la parte norte más grande del campo es latítica, mientras que la parte sur más pequeña es riolítica. Los fenocristales incluyen biotita, feldespato y cuarzo. Además, se encuentran los minerales peraluminosos andalucita, cordierita y moscovita. Estas rocas han sufrido alteración hidrotermal.

## Basamento
En la zona también existen varias formaciones sedimentarias del Silúrico y Devónico. Además, se encuentran varias intrusiones subvolcánicas que datan del Oligoceno al Mioceno.

## Historia eruptiva
La fecha más antigua obtenida en rocas intrusivas en San Pablo es de 23,3 ± 0,4 millones de años. La alteración hidrotermal ocurrió más tarde, hace 20,2 ± 0,35 millones de años. La ignimbrita se depositó mucho después, hace 6 millones de años.
Se han delineado tres etapas diferentes de vulcanismo ignimbrítico mediante datación argón-argón. La primera y más antigua ocurrió hace 8,4 millones de años y formó las tobas riolíticas. La segunda, hace 6,8 millones de años, también formó una toba riolítica y se originó en la caldera de Condoriri. La tercera, hace 6,4 millones de años, se originó en la caldera de Tankha Tankha.